# Mestra cowiana
Mestra cowiana är en fjärilsart som beskrevs av Butler 1901. Mestra cowiana ingår i släktet Mestra och familjen praktfjärilar. Inga underarter finns listade i Catalogue of Life.